# Eremophila glabra
Eremophila glabra är en flenörtsväxtart. Eremophila glabra ingår i släktet Eremophila och familjen flenörtsväxter.

## Underarter
Arten delas in i följande underarter:
- E. g. albicans
- E. g. chlorella
- E. g. glabra